# Johann Jakob Zehender
Johann Jakob Zehender (* 18. September 1687 in Bern; † 12. April 1766 ebenda) war ein Schweizer evangelischer Geistlicher und Heimatforscher.

## Leben

### Familie
Johann Jakob Zehender war der älteste Sohn seines gleichnamigen Vaters Johann Jakob Zehender (* 1661 in Bern; † 1730), Zöllner an der Neubrück, Geleitsherr (ehemals obrigkeitlich bestellter Beamter, dem die Aufsicht über das Geleit der Waren zukommt) sowie Kornherr und dessen Ehefrau Margaretha (* 24. Oktober 1669 in Bern; † 2. April 1721), Tochter des Bäckers Johannes Zinsmeister; er hatte noch zehn Geschwister.
Er war seit 1714 mit Rosina Esther (* 1695 in Bern), Tochter von David Steiger (1666–1716), verheiratet; gemeinsam hatten sie zwei Kinder:
- Rosina Esther Zehender (* 18. März 1715 in Bern; † 26. Januar 1795 ebenda), verheiratet mit Johann Friedrich Kirchberger (* 10. August 1711 in Bern; † 18. November 1762 ebenda), Pfarrer in Marburg, Professor der Eloquenz und Rektor der Hohen Schule in Bern, Pfarrer in Ins;
- Johann Jakob Zehender (* 21. November 1718 in Bern; † 4. Juli 1784 ebenda), Offizier in holländischen Diensten, Major in Bern.

### Ausbildung
1703 immatrikulierte Johann Jakob Zehender sich an der Hohen Schule in Bern zu einem Theologiestudium und wurde 1717 ordiniert.

### Werdegang
1719 wurde Johann Jakob Zehender Pfarrer in Kirchlindach, bevor er von 1733 bis 1746 Helfer am Berner Münster wurde; seit 1747 war er dort Pfarrer und ab 1752 deren oberster Pfarrer. Von 1752 bis 1755 war er Dekan des Berner Kapitels.

### Geistliches und schriftstellerisches Wirken
Als Dekan trieb Johann Jakob Zehender Reformen von Liturgie und Gesangbuch voran; er beschäftigte sich auch intensiv mit der Heimatgeschichte Berns und verfasste hierzu seine vierbändige Schrift  Kurzgefasste Kirchengeschichte deutscher Landen Berns, die ungedruckt blieb und sich heute im Staatsarchiv des Kantons Bern befindet.

## Schriften (Auswahl)
- Versuch Einer Historischen Chronologie: Vorstellend die richtige Maas des Jahrs, Nach welcher die Zeiten der Welt gerechnet werden; Samt kurzer Beschreibung, Der in der Kirchen von Zeit zu Zeit aufgekommenen Fest- und Feyr-Tagen. Bern Hortinus 1738.
- Kurzgefasste Kirchengeschichte deutscher Landen Berns. 1758.
- Versuch einer prophetischen Zeitrechnung. Bern 1760.